# A Blessing in Disguise
A Blessing in Disguise är det tredje studioalbumet med det norska progressiv metal-bandet Green Carnation, utgivet 2003 av skivbolaget  Season of Mist.

## Låtförteckning
1. "Crushed to Dust" – 4:26
2. "Lullaby in Winter" – 7:49
3. "Writings on the Wall" – 5:26
4. "Into Deep" – 6:09
5. "The Boy in the Attic" – 7:13
6. "Two Seconds in Life" – 6:28
7. "Myron & Cole" – 5:53
8. "As Life Flows By" – 4:45
9. "Rain" – 8:06

Text: Tchort, musik: Green Carnation
Bonusspår på vinyl-utgåvan
1. "Stay on These Roads (a-ha-cover) – 4:17

## Medverkande
Musiker (Green Carnation-medlemmar)
- Tchort (Terje Vik Schei) – gitarr
- Anders Kobro – trummor
- Stein Roger Sordal – basgitarr
- Berserk (Bjørn Harstad) – gitarr, slidegitarr
- Kjetil Nordhus – sång
- Bernt A Moen – piano, keyboard

Produktion
- Tchort – producent, ljudtekniker, ljudmix, omslagsdesign
- Stein Roger Sordal – producent, ljudtekniker
- Hans K. Eidskard – ljudtekniker, ljudmix
- Audun Strype – mastering
- Jon Tønnessen – foto
- Lars Hoen – foto